# Ковчан, Ульяна Иосифовна
Ульяна Иосифовна Ковчан — советский хозяйственный деятель, Герой Социалистического Труда.

## Биография
Родилась в 1918 году в селе Залесье Радомысльского уезда Киевской губернии. Член КПСС.
В 1934—1941 гг. — колхозница полеводческой бригады колхоза имени Сталина Чернобыльского района Киевской области Украинской ССР.
Пережила немецко-фашистскую оккупацию.
В 1944—1978 гг. — звеньевая колхоза «Дружба» Чернобыльского района Киевской области Украинской ССР.
Указом Президиума Верховного Совета СССР от 30 апреля 1966 года присвоено звание Героя Социалистического Труда с вручением ордена Ленина и золотой медали «Серп и Молот».
Умерла в селе Залесье после 1998 года.

## Награды и звания
- Герой Социалистического Труда (30.04.1966)
- Орден Ленина (30.04.1966, 08.12.1973)
- Орден Октябрьской Революции (08.04.1971)
- Орден Трудового Красного Знамени (26.02.1958)